# غده برون‌ریز
غدد برون‌ریز (به انگلیسی: Exocrine gland) به مجموعه غددی می‌گویند که آنزیم‌های خود را به بیرون از بدن یا به بیرون از رگ خونی می‌ریزند. غدد برون‌ریز شامل دو دسته، غدد برون ریز اولیه و غدد برون‌ریز ثانویه است. کار اصلی غدد برون‌ریز اولیه ترشح آنزیم است. به همین دلیل در این گروه قرار می‌گیرد. اما در گروه غدد برون‌ریز ثانویه کار اصلی اندام‌های ترشح چیزهای دیگر است. مخالف و برعکس غدد درون‌ریز کار و عمل می‌کند.

## تقسیم‌بندی غدد برون‌ریز

### غدد برون‌ریز اولیه
1. غده اشکی
2. غدد بزاقی بنا گوشی
3. غدد بزاقی زیر آرواره‌ای
4. غدد بزاقی زیر زبانی
5. غدد سطح نای
6. غدد سطح مری
7. غدد درون پوستی {غدد عرقی و غدد چربی}
8. غدد شیری(غدد پستانی)
9. غده پانکراس
10. غدد وزیکول سمینال(غده وزیکولی)
11. غده پروستات
12. غدد پیازی-میزراهی(غدد بولبواورترال)
13. غدد بارتولین
14. غدد مومی گوش
15. غدد مخاطی بینی
16. غدد شبه پروستاتی زنانه
17. غدد زبانی پیشین
18. غدد برونر (غدد دوازدهه ای)
19. غدد شبه اشکی کوچک
20. غدد ابنر
21. غده گلوموس دنبالچه ای

### غدد برون‌ریز ثانویه
1. معده
2. کبد
3. روده باریک

پانکراس